# Ruth Stafford Peale
 (mars 2017).
Si vous disposez d'ouvrages ou d'articles de référence ou si vous connaissez des sites web de qualité traitant du thème abordé ici, merci de compléter l'article en donnant les références utiles à sa vérifiabilité et en les liant à la section « Notes et références ».
Ruth Stafford Peale, née le 10 septembre 1906 à Fonda (Iowa) et morte le 6 février 2008 à Pawling (New York), est une femme de lettres américaine.

## Biographie
Fille d'un pasteur méthodiste, Ruth Stafford était l'épouse de l'auteur de « Le Pouvoir de la pensée positive », Norman Vincent Peale, et avec lui cofondatrice en 1945 de la revue Guideposts et du Peale Center.